# Związek Socjalistycznych Republik Radzieckich na Zimowych Igrzyskach Olimpijskich 1984
ZSRR na Zimowych Igrzyskach Olimpijskich 1984 reprezentowało 99 zawodników: 74 mężczyzn i 25 kobiet. Był to ósmy start reprezentacji ZSRR na zimowych igrzyskach olimpijskich.

## Zdobyte medale
| Medal  | Zawodnik | Dyscyplina           | Konkurencja                    | Rezultat     |
| ------ | --- | -------------------- | ------------------------------ | ------------ |
| Złoto  | Dimitrij Wasiljew Jurij Kaszkarow Algimantas Šalna Siergiej Bułygin | Biathlon             | Sztafeta 4 × 7,5 km mężczyzn   | 1:38:51,7 h  |
| Złoto  | Nikołaj Zimiatow | Biegi narciarskie    | 30 km stylem dowolnym mężczyzn | 1:28:56,3 h  |
| Złoto  | Władisław Trietjak Zinetuła Bilaletdinow Siergiej Szepielew Nikołaj Drozdiecki Wiaczesław Fietisow Aleksandr Gierasimow Aleksiej Kasatonow Andriej Chomutow Władimir Kowin Aleksandr Kożewnikow Władimir Krutow Igor Łarionow Siergiej Makarow Władimir Myszkin Wasilij Pierwuchin Aleksandr Skworcow Siergiej Starikow Igor Stielnow Wiktor Tiumieniew Michaił Wasiljew | Hokej na lodzie      | Turniej mężczyzn               |              |
| Złoto  | Jelena Wałowa Oleg Wasiljew | Łyżwiarstwo figurowe | Pary sportowe                  | 1,5 pkt      |
| Złoto  | Siergiej Fokiczew | Łyżwiarstwo szybkie  | Bieg na 500 m mężczyzn         | 38,19 s      |
| Złoto  | Igor Małkow | Łyżwiarstwo szybkie  | Bieg na 10 000 m mężczyzn      | 14:39,90 min |
| Srebro | Aleksandr Zawjałow | Biegi narciarskie    | 30 km stylem dowolnym mężczyzn | 1:29:23,3 h  |
| Srebro | Ołeksandr Batiuk Aleksandr Zawjałow Władimir Nikitin Nikołaj Zimiatow | Biegi narciarskie    | Sztafeta 4 x 10 km mężczyzn    | 1:55:16,5 h  |
| Srebro | Raisa Smietanina | Biegi narciarskie    | 10 km stylem klasycznym kobiet | 32:02,9 min  |
| Srebro | Raisa Smietanina | Biegi narciarskie    | Bieg na 20 km kobiet           | 1:02:26,7 H  |
| Srebro | Natalja Biestiemjanowa Andriej Bukin | Łyżwiarstwo figurowe | Pary taneczne                  | 4,0 pkt      |
| Srebro | Siergiej Chlebnikow | Łyżwiarstwo szybkie  | Bieg na 1000 m mężczyzn        | 1:16,63 min  |
| Srebro | Siergiej Chlebnikow | Łyżwiarstwo szybkie  | Bieg na 1500 m mężczyzn        | 1:58,83 min  |
| Srebro | Igor Małkow | Łyżwiarstwo szybkie  | Bieg na 5000 m mężczyzn        | 7:12,30 min  |
| Srebro | Siergiej Danilin | Saneczkarstwo        | Jedynki mężczyzn               | 3:04,962 min |
| Srebro | Jewgienij Biełusow Aleksandr Bielakow | Saneczkarstwo        | Dwójki mężczyzn                | 1:23,660 min |
| Brąz   | Zintis Ekmanis Władimir Aleksandrow | Bobsleje             | Dwójki mężczyzn                | 3:26,16 min  |
| Brąz   | Kira Iwanowa | Łyżwiarstwo figurowe | Solistki                       | 5,0 pkt      |
| Brąz   | Łarisa Sielezniowa Oleg Makarow | Łyżwiarstwo figurowe | Pary sportowe                  | 4,0 pkt      |
| Brąz   | Marina Klimowa Siergiej Ponomarienko | Łyżwiarstwo figurowe | Pary taneczne                  | 7,0 pkt      |
| Brąz   | Oleg Bożjew | Łyżwiarstwo szybkie  | Bieg na 1500 m mężczyzn        | 1:58,86 min  |
| Brąz   | Natalja Szywie | Łyżwiarstwo szybkie  | Bieg na 500 m kobiet           | 41,50 s      |
| Brąz   | Natalja Pietrusiowa | Łyżwiarstwo szybkie  | Bieg na 1000 m kobiet          | 1:23,21 min  |
| Brąz   | Natalja Pietrusiowa | Łyżwiarstwo szybkie  | Bieg na 1500 m kobiet          | 2:05,78 min  |
| Brąz   | Walerij Dudin | Saneczkarstwo        | Jedynki mężczyzn               | 3:05,012 min |

## Skład kadry

### Biathlon
Mężczyźni
| Zawodnik                                                            | Konkurencja         | czas biegu | Kary  | Łączny czas | Pozycja |
| ------------------------------------------------------------------- | ------------------- | ---------- | ----- | ----------- | ------- |
| Siergiej Bułygin                                                    | Bieg na 20 km       | 1:12:28,0  | 7:00  | 1:19:28,0   | 17.     |
| Jurij Kaszkarow                                                     | Bieg na 20 km       | 1:11:53,8  | 11:00 | 1:22:53,8   | 35.     |
| Dimitrij Wasiljew                                                   | Bieg na 20 km       | 1:14:09,2  | 8:00  | 1:22:09,2   | 32.     |
| Algimantas Šalna                                                    | Bieg na 10 km       | 31:20,8    | 2     | 31:20,8     | 5.      |
| Jurij Kaszkarow                                                     | Bieg na 10 km       | 32:!5,2    | 2     | 32:15,2     | 10.     |
| Siergiej Bułygin                                                    | Bieg na 10 km       | 32:19,1    | 1     | 32:19,1     | 11.     |
| Dimitrij Wasiljew Jurij Kaszkarow Algimantas Šalna Siergiej Bułygin | Sztafeta 4 × 7,5 km | 1:38:51,7  | 2     | 1:38:51,7   | złoto   |

### Biegi narciarskie
Mężczyźni
| Zawodnik                                                              | Konkurencja             | czas      | Pozycja |
| --------------------------------------------------------------------- | ----------------------- | --------- | ------- |
| Władimir Nikitin                                                      | 15 km stylem klasycznym | 42:31,6   | 5.      |
| Nikołaj Zimiatow                                                      | 15 km stylem klasycznym | 42:34,5   | 6.      |
| Ołeksandr Batiuk                                                      | 15 km stylem klasycznym | 42:42,2   | 10.     |
| Aleksandr Zawjałow                                                    | 15 km stylem klasycznym | 42:59,0   | 16.     |
| Nikołaj Zimiatow                                                      | 30 km stylem dowolnym   | 1:28:56,3 | złoto   |
| Aleksandr Zawjałow                                                    | 30 km stylem dowolnym   | 1:29:23,3 | srebro  |
| Władimir Sachnow                                                      | 30 km stylem dowolnym   | 1:30:30,4 | 4.      |
| Jurij Burłakow                                                        | 30 km stylem dowolnym   | 1:32:19,6 | 11.     |
| Aleksandr Zawjałow                                                    | 50 km stylem klasycznym | 2:20:27,6 | 7.      |
| Władimir Sachnow                                                      | 50 km stylem klasycznym | 2:20:27,6 | 8.      |
| Nikołaj Zimiatow                                                      | 50 km stylem klasycznym | 2:22:15,0 | 13.     |
| Ołeksandr Batiuk                                                      | 50 km stylem klasycznym | 2:23:17,0 | 16.     |
| Ołeksandr Batiuk Aleksandr Zawjałow Władimir Nikitin Nikołaj Zimiatow | Sztafeta 4 × 10 km      | 1:55:16,5 | srebro  |

Kobiety
| Zawodnik                                                            | Konkurencja             | czas      | Pozycja |
| ------------------------------------------------------------------- | ----------------------- | --------- | ------- |
| Raisa Smietanina                                                    | 5 km stylem dowolnym    | 17:52,0   | 11.     |
| Julija Szamszurina                                                  | 5 km stylem dowolnym    | 17:53,5   | 12.     |
| Nadieżda Burłakowa                                                  | 5 km stylem dowolnym    | 17:58,7   | 14.     |
| Lilija Wasilczenko                                                  | 5 km stylem dowolnym    | 18:07,6   | .17     |
| Raisa Smietanina                                                    | 10 km stylem klasycznym | 32:02,9   | srebro  |
| Julija Szamszurina                                                  | 10 km stylem klasycznym | 32:45,7   | 8.      |
| Nadieżda Burłakowa                                                  | 10 km stylem klasycznym | 32:55,8   | 9.      |
| Lubow Ladowa                                                        | 10 km stylem klasycznym | 33:05,8   | 12.     |
| Raisa Smietanina                                                    | 20 km stylem klasycznym | 1:02:26,7 | srebro  |
| Lubow Ladowa                                                        | 20 km stylem klasycznym | 1:03:53,3 | 7.      |
| Tamara Markaszanska                                                 | 20 km stylem klasycznym | 1:05:01,7 | 13.     |
| Julija Szamszurina                                                  | 20 km stylem klasycznym | 1:05:33,4 | 15.     |
| Julija Szamszurina Lubow Ladowa Nadieżda Burłakowa Raisa Smietanina | Sztafeta 4 × 5 km       | 1:07:55,0 | 4.      |

### Bobsleje
Mężczyźni
| Osada  | Zawodnik                                                           | Konkurencja | Ślizg 1 | Ślizg 2 | Ślizg 3 | Ślizg 4 | Łącznie | Pozycja |
| ------ | ------------------------------------------------------------------ | ----------- | ------- | ------- | ------- | ------- | ------- | ------- |
| USR-II | Zintis Ekmanis Władimir Aleksandrow                                | Dwójki      | 51,56   | 52,10   | 51,24   | 51,26   | 3:26,16 | brąz    |
| USR-I  | Jānis Ķipurs Aivars Šnepsts                                        | Dwójki      | 52,06   | 51,92   | 51,30   | 51,14   | 3:26,42 | 4.      |
| USR-I  | Jānis Ķipurs Māris Poikāns Ivars Bērzups Aivars Šnepsts            | Czwórki     | 50,19   | 50,96   | 51,19   | 51,17   | 3:23,51 | 6.      |
| USR-I  | Zintis Ekmanis Jānis Skrastiņš Rihards Kotāns Władimir Aleksandrow | Czwórki     | 51,08   | 51,36   | 51,28   | 51,48   | 3:25,20 | 12.     |

### Hokej na lodzie
Reprezentacja mężczyzn
| - Władisław Trietjak - Zinetuła Bilaletdinow - Siergiej Szepielew - Nikołaj Drozdiecki - Wiaczesław Fietisow - Aleksandr Gierasimow - Aleksiej Kasatonow - Andriej Chomutow - Władimir Kowin - Aleksandr Kożewnikow |  | - Władimir Krutow - Igor Łarionow - Siergiej Makarow - Władimir Myszkin - Wasilij Pierwuchin - Aleksandr Skworcow - Siergiej Starikow - Igor Stielnow - Wiktor Tiumieniew - Michaił Wasiljew |

Reprezentacja Związku Radzieckiego brała udział w rozgrywkach grupy A turnieju, w której zajęła pierwsze miejsce i awansowała do grupy finałowej. W grupie finałowej zajęła 1. miejsce, zdobywając złoty medal.

### Grupa A
| Drużyna    | M | Mecze | Mecze | Mecze | Bramki | Bramki | Bramki | Pkt | Uwagi |
| Drużyna    | M | W     | R     | P     | +      | -      | +/-    | Pkt | Uwagi |
| ---------- | - | ----- | ----- | ----- | ------ | ------ | ------ | --- | ----- |
| ZSRR       | 5 | 5     | 0     | 0     | 42     | 5      | +37    | 10  |       |
| Szwecja    | 5 | 3     | 1     | 1     | 34     | 15     | +19    | 7   |       |
| RFN        | 5 | 3     | 1     | 1     | 27     | 17     | +10    | 7   |       |
| Polska     | 5 | 1     | 0     | 4     | 16     | 37     | -21    | 2   |       |
| Włochy     | 5 | 1     | 0     | 4     | 15     | 31     | -16    | 2   |       |
| Jugosławia | 5 | 1     | 0     | 4     | 8      | 37     | -29    | 2   |       |

Wyniki
| 7 lutego 1984 | Polska | 1:12 | ZSRR |  |

|  | Krystian Sikorski | (1:3,0:4,0:5) |  |  |

| 9 lutego 1984 | ZSRR | 5:1 | Włochy |  |

|  |  |  |  |  |

| 11 lutego 1984 | Jugosławia | 1:9 | ZSRR |  |

|  |  |  |  |  |

| 13 lutego 1984 | RFN | 1:6 | ZSRR |  |

|  |  |  |  |  |

| 15 lutego 1984 | ZSRR | 10:1 | Szwecja |  |

|  |  |  |  |  |

#### Grupa finałowa
| Drużyna        | M | Mecze | Mecze | Mecze | Bramki | Bramki | Bramki | Pkt | Uwagi |
| Drużyna        | M | W     | R     | P     | +      | -      | +/-    | Pkt | Uwagi |
| -------------- | - | ----- | ----- | ----- | ------ | ------ | ------ | --- | ----- |
| ZSRR           | 3 | 3     | 0     | 0     | 16     | 1      | +15    | 6   |       |
| Czechosłowacja | 3 | 2     | 0     | 1     | 6      | 2      | +4     | 4   |       |
| Szwecja        | 3 | 1     | 0     | 2     | 3      | 12     | -8     | 2   |       |
| Kanada         | 3 | 0     | 0     | 3     | 0      | 10     | -10    | 0   |       |

Wyniki
| 17 lutego 1984 | ZSRR | 4:0 | Kanada |  |

|  |  |  |  |  |

| 19 lutego 1984 | ZSRR | 4:0 | Czechosłowacja |  |

|  |  |  |  |  |

### Kombinacja norweska
Mężczyźni
| Zawodnik             | Konkurencja   | Bieg narciarski | Bieg narciarski | Bieg narciarski | Skoki narciarskie | Skoki narciarskie | Skoki narciarskie | Skoki narciarskie | Skoki narciarskie | Skoki narciarskie | Skoki narciarskie | Skoki narciarskie | Łącznie | Pozycja |
| Zawodnik             | Konkurencja   | Czas biegu      | Pozycja         | Punkty          | Skok 1            | Nota              | Skok 2            | Nota              | Skok 3            | Nota              | Punkty            | Pozycja           | Łącznie | Pozycja |
| -------------------- | ------------- | --------------- | --------------- | --------------- | ----------------- | ----------------- | ----------------- | ----------------- | ----------------- | ----------------- | ----------------- | ----------------- | ------- | ------- |
| Ołeksandr Proswirnin | Indywidualnie | 48:40,1         | 6.              | 200,785         | 78,5              | 91,5              | 82,5              | 101,8             | 86,0              | 97,6              | 199,4             | 13.               | 400,185 | 6.      |
| Siergiej Czerwiakow  | Indywidualnie | 51:11,7         | 23.             | 178,045         | 86,0              | 105,5             | 79,0              | 90,7              | 88,0              | 104,8             | 210,3             | 2.                | 388,165 | 12.     |
| Aleksandr Majorow    | Indywidualnie | 50:27,8         | 20.             | 184,630         | 77,0              | 90,1              | 83,0              | 100,6             | 86,0              | 102,1             | 202,7             | 9.                | 387,330 | 14.     |
| Ildar Garifullin     | Indywidualnie | 49:56,5         | 19.             | 189,325         | 74,0              | 84,3              | 63,0              | 61,6              | 77,0              | 82,2              | 166,5             | 26.               | 355,825 | 23.     |

### Łyżwiarstwo figurowe
| Zawodnik                             | Konkurencja   | Nota | Pozycja |
| ------------------------------------ | ------------- | ---- | ------- |
| Kira Iwanowa                         | Solistki      | 5,0  | brąz    |
| Anna Kondraszowa                     | Solistki      | 11,8 | 5.      |
| Jelena Wodoriezowa                   | Solistki      | 15,4 | 8.      |
| Aleksandr Fadiejew                   | Soliści       | 13,2 | 7.      |
| Władimir Kotin                       | Soliści       | 16,2 | 8.      |
| Jelena Wałowa Oleg Wasiljew          | Pary sportowe | 1,5  | złoto   |
| Łarisa Sielezniowa Oleg Makarow      | Pary sportowe | 4,5  | brąz    |
| Marina Awstrijska Jurij Kwasznin     | Pary sportowe | 11,8 | 9.      |
| Natalja Biestiemjanowa Andriej Bukin | Pary taneczne | 4,0  | srebro  |
| Marina Klimowa Siergiej Ponomarienko | Pary taneczne | 7,0  | brąz    |
| Olga Wołożynska Aleksandr Swinin     | Pary taneczne | 14,6 | 7.      |

### Łyżwiarstwo szybkie
Mężczyźni
| Zawodnik            | Konkurencja   | Konkurencja   | Konkurencja    | Konkurencja    | Konkurencja    | Konkurencja    | Konkurencja    | Konkurencja    | Konkurencja      | Konkurencja      |
| Zawodnik            | Bieg na 500 m | Bieg na 500 m | Bieg na 1000 m | Bieg na 1000 m | Bieg na 1500 m | Bieg na 1500 m | Bieg na 5000 m | Bieg na 5000 m | Bieg na 10 000 m | Bieg na 10 000 m |
| Zawodnik            | Czas          | Miejsce       | Czas           | Miejsce        | Czas           | Miejsce        | Czas           | Miejsce        | Czas             | Miejsce          |
| ------------------- | ------------- | ------------- | -------------- | -------------- | -------------- | -------------- | -------------- | -------------- | ---------------- | ---------------- |
| Siergiej Fokiczew   | 38,19         | złoto         |                |                |                |                |                |                |                  |                  |
| Władimir Kozłow     | 38,57         | 6.            |                |                |                |                |                |                |                  |                  |
| Aleksandr Danilin   | 38,66         | 9.            |                |                |                |                |                |                |                  |                  |
| Siergiej Chlebnikow |               |               | 1:16,63        | srebro         | 1:58,83        | srebro         |                |                |                  |                  |
| Wiktor Szaszerin    |               |               | 1:17,42        | 6.             | 1:59,81        | 8.             |                |                |                  |                  |
| Oleg Bożjew         |               |               |                |                | 1:58,89        | brąz           | 7:17,96        | 5.             |                  |                  |
| Igor Małkow         |               |               |                |                |                |                | 7:12,30        | srebro         | 14:39,90         | złoto            |
| Dmitrij Boczkariow  |               |               |                |                |                |                |                |                | 14:55,65         | 6.               |
| Pawieł Piegow       |               |               |                |                | 1:18,57        | 13.            |                |                |                  |                  |
| Siergiej Bieriezin  |               |               |                |                |                |                | 7:45,94        | 32.            |                  |                  |
| Konstantin Korotkow |               |               |                |                |                |                |                |                | 15:11,10         | 14.              |

Kobiety
| Zawodnik            | Konkurencja   | Konkurencja   | Konkurencja    | Konkurencja    | Konkurencja    | Konkurencja    | Konkurencja    | Konkurencja    |
| Zawodnik            | Bieg na 500 m | Bieg na 500 m | Bieg na 1000 m | Bieg na 1000 m | Bieg na 1500 m | Bieg na 1500 m | Bieg na 3000 m | Bieg na 3000 m |
| Zawodnik            | Czas          | Miejsce       | Czas           | Miejsce        | Czas           | Miejsce        | Czas           | Miejsce        |
| ------------------- | ------------- | ------------- | -------------- | -------------- | -------------- | -------------- | -------------- | -------------- |
| Natalja Szywie      | 41,50         | brąz          | 1:55,42        | 37.            |                |                |                |                |
| Irina Kuleszowa     | 41,70         | 4.            |                |                |                |                |                |                |
| Natalja Pietrusiowa | 42,19         | 6.            | 1:23,21        | brąz           | 2:05,78        | brąz           | 4:39,36        | 9.             |
| Walentina Łalenkowa |               |               | 1:23,68        | 4.             | 2:08,17        | 6.             | 4:37,36        | 8.             |
| Natalja Kurowa      |               |               |                |                | 2:08,41        | 7.             |                |                |
| Olga Pleszkowa      |               |               |                |                |                |                | 4:34,42        | 4.             |

### Narciarstwo alpejskie
Mężczyźni
| Zawodnik           | Konkurencja | Konkurencja | Konkurencja       | Konkurencja                 | Konkurencja                 | Konkurencja                 | Konkurencja       | Konkurencja                 | Konkurencja                 | Konkurencja                 |
| Zawodnik           | Zjazd       | Zjazd       | Slalom gigant     | Slalom gigant               | Slalom gigant               | Slalom gigant               | Slalom specjalny  | Slalom specjalny            | Slalom specjalny            | Slalom specjalny            |
| Zawodnik           | Czas        | Pozycja     | Czas 1. przejazdu | Czas 2. przejazdu           | Czas łączny                 | Pozycje                     | Czas 1. przejazdu | Czas 2. przejazdu           | Czas łączny                 | Pozycja                     |
| ------------------ | ----------- | ----------- | ----------------- | --------------------------- | --------------------------- | --------------------------- | ----------------- | --------------------------- | --------------------------- | --------------------------- |
| Władimir Andriejew |             |             | 1:24,53           | Nie ukończył 2-go przejazdu | Nie ukończył 2-go przejazdu | Nie ukończył 2-go przejazdu | 54,01             | Nie ukończył 2-go przejazdu | Nie ukończył 2-go przejazdu | Nie ukończył 2-go przejazdu |
| Władimir Makiejew  | 1:47,87     | 16.         |                   |                             |                             |                             |                   |                             |                             |                             |
| Walerij Cyganow    | 1:48,46     | 23.         |                   |                             |                             |                             |                   |                             |                             |                             |

Kobiety
| Zawodniczka           | Konkurencja | Konkurencja | Konkurencja       | Konkurencja       | Konkurencja   | Konkurencja   | Konkurencja       | Konkurencja       | Konkurencja      | Konkurencja      |
| Zawodniczka           | Zjazd       | Zjazd       | Slalom gigant     | Slalom gigant     | Slalom gigant | Slalom gigant | Slalom specjalny  | Slalom specjalny  | Slalom specjalny | Slalom specjalny |
| Zawodniczka           | Czas        | Pozycja     | Czas 1. przejazdu | Czas 2. przejazdu | Czas łączny   | Pozycja       | Czas 1. przejazdu | Czas 2. przejazdu | Czas łączny      | Pozycja          |
| --------------------- | ----------- | ----------- | ----------------- | ----------------- | ------------- | ------------- | ----------------- | ----------------- | ---------------- | ---------------- |
| Nadieżda Patrakiejewa |             |             | 1:12,46           | 1:14,39           | 2:26,85       | 29.           | 50,80             | 49,42             | 1:40,22          | 14.              |

### Saneczkarstwo
Mężczyźni
| Zawodnik                               | Konkurencja | Ślizg 1 | Ślizg 2 | Ślizg 3 | Ślizg 4 | Łącznie  | Pozycja |
| -------------------------------------- | ----------- | ------- | ------- | ------- | ------- | -------- | ------- |
| Siergiej Danilin                       | Jedynki     | 46,433  | 46,284  | 46,176  | 46,096  | 3:04,962 | srebro  |
| Walerij Dudin                          | Jedynki     | 46,385  | 46,334  | 46,201  | 46,092  | 3:05,012 | brąz    |
| Jurij Charczenko                       | Jedynki     | 46,310  | 46,469  | 46,357  | 46,432  | 3:05,548 | 7.      |
| Jewgienij Biełousow Aleksandr Bielakow | Dwójki      | 41,813  | 41,847  |         |         | 1:23,660 | srebro  |
| Juris Eisaks Einārs Veikša             | Dwójki      | 42,078  | 42,288  |         |         | 1:24,366 | 7.      |

Kobiety
| Zawodnik         | Konkurencja | Ślizg 1 | Ślizg 2 | Ślizg 3 | Ślizg 4 | Łącznie  | Pozycja |
| ---------------- | ----------- | ------- | ------- | ------- | ------- | -------- | ------- |
| Ingrīda Amantova | Jedynki     | 42,101  | 42,337  | 42,239  | 41,803  | 2:48,480 | 4.      |
| Wiera Zozula     | Jedynki     | 42,079  | 42,069  | 42,077  | 42,316  | 2:48,641 | 5.      |
| Natalija Lisica  | Jedynki     | 43,532  | 42,371  | 42,186  | 41,998  | 2:50,087 | 10.     |

### Skoki narciarskie
Mężczyźni
| Konkurencja            | Skoczek               | Skok 1    | Skok 1 | Skok 2    | Skok 2 | Nota  | Pozycja |
| Konkurencja            | Skoczek               | odległość | Nota   | odległość | Nota   | Nota  | Pozycja |
| ---------------------- | --------------------- | --------- | ------ | --------- | ------ | ----- | ------- |
| Skocznia normalna K-90 | Giennadij Prokopienko | 79,0      | 88,4   | 82,0      | 95,7   | 184,1 | 26.     |
| Skocznia normalna K-90 | Walerij Sawin         | 76,0      | 81,6   | 84,0      | 97,9   | 179,5 | 31.     |
| Skocznia normalna K-90 | Jurij Gołowszczikow   | 66,0      | 57,6   | 84,0      | 96,9   | 154,5 | 50.     |
| Skocznia duża K-112    | Giennadij Prokopienko | 93,5      | 79,1   | 97,0      | 88,0   | 167,1 | 30.     |
| Skocznia duża K-112    | Jurij Gołowszczikow   | 86,0      | 65,6   | 98,0      | 86,4   | 152,0 | 39.     |